# Querschnittfassade

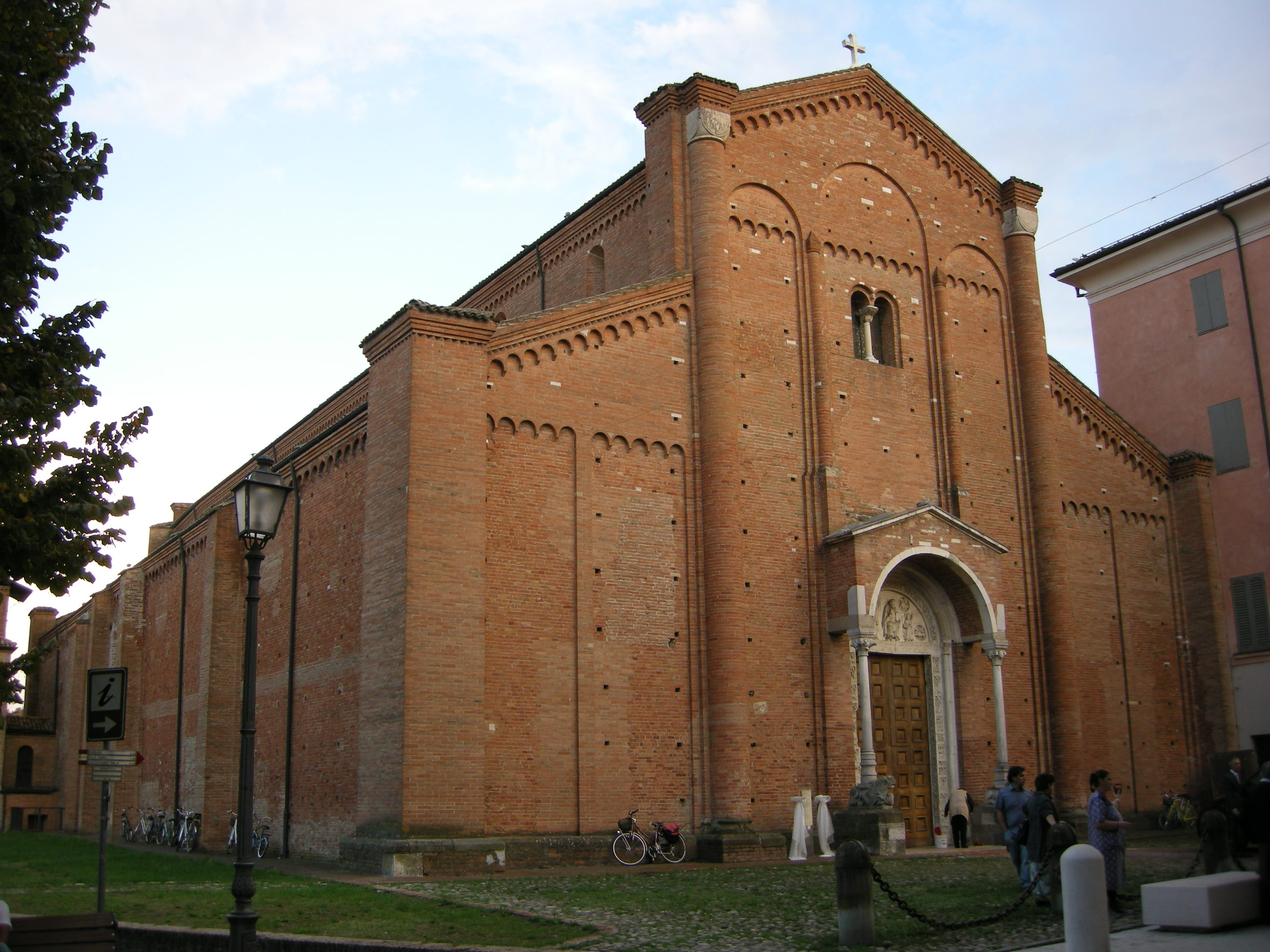
Abteikirche Nonantola, romanische Backsteinbasilika mit Querschnittfassade

Eine Querschnittfassade ist eine Fassade, die, meist im Zusammenhang mit basilikalen Kirchenbauten, im Unterschied zu der üblicheren Zweiturmfassade oder der Schirmfassade die Raumstaffelung des Innern nach außen wiedergibt. Aufgrund der weitgehenden Turmlosigkeit italienischer Kirchenbauten (bzw. der isolierten Stellung des Campanile) findet sich die Querschnittfassade seit frühchristlicher Zeit bis in den Barock unter ihnen am häufigsten vertreten. In gleicher Weise zeigen die Bettelordenskirchen aufgrund des expliziten Turmverbots meist eine basilikale Querschnittfassade. Bei kirchlichen Großbauten, etwa dem Kölner Dom, kann ein mehrschiffig angelegtes Querhaus mit einer Querschnittfassade abschließen. Auch Stufenhallen wie Notre-Dame-la-Grande in Poitiers können Querschnittfassaden mit leicht erhöhtem Mittelteil ausbilden.